# Joseph Ier (empereur du Saint-Empire)
Pour les articles homonymes, voir Joseph Ier.
Joseph de Habsbourg, dit Joseph Ier, né le 26 juillet 1678, à Vienne (Autriche) et mort dans la même ville le 17 avril 1711, est roi de Hongrie (1687), roi des Romains (1690), archiduc d'Autriche, roi de Bohême puis empereur élu du Saint-Empire romain germanique (1705).

## Famille
Joseph est le fils aîné de Léopold Ier (1640-1705), empereur élu du Saint-Empire, et de sa troisième épouse, Éléonore du Palatinat-Neubourg (1655-1720).
Son père est le fils de Ferdinand III (1608-1657), empereur élu du Saint-Empire, et de Marie-Anne d'Autriche (1606-1646), infante d'Espagne.
Sa mère est la fille de Philippe-Guillaume de Neubourg (1615-1690), électeur palatin, et d'Élisabeth-Amélie de Hesse-Darmstadt (1635-1709).
Il a pour frère cadet Charles de Habsbourg (1685-1740).

## Archiduc héritier et roi des Romains
Léopold Ier se retrouve veuf pour la seconde fois à trente-six ans et, outre ses deux premières épouses, a porté en terre cinq de ses six enfants, dont deux fils. Désespérant d'assurer la pérennité de sa maison en Autriche, il consulte régulièrement Marc d'Aviano (1631-1699), frère capucin réputé pour ses dons thaumaturges. Le troisième mariage impérial porte ses fruits très vite.
Septième enfant de l'empereur, le nouveau-né est, dès sa naissance, le seul héritier. Cette situation lui vaut d'être hautement considéré par son père qui lui donne un prénom jusqu'alors inusité au sein de la dynastie : Joseph, en hommage au père nourricier du Christ.
L'enfance de l'archiduc est marquée par la grande guerre turque qui voit la défaite de l'Empire ottoman et consacre un retour de puissance et de prestige pour la maison de Habsbourg.
Il a pour professeur d'architecture Johann Bernhard Fischer von Erlach et pour précepteur et favori Charles-Théodore, comte de Salm, qu'il fera prince. Celui-ci saura convaincre l'Impératrice de donner pour épouse à l'archiduc sa propre nièce.
Le 9 décembre 1687, Joseph est couronné roi de Hongrie et, pour la première fois, est considéré comme un monarque héréditaire, son père étant parvenu à annuler le caractère électif de ce trône.
Le 23 janvier 1690, il est élu roi des Romains et est couronné le 26. Dans les faits, s'il ne meurt pas avant son père, lui aussi, il est dès lors tout désigné pour être le prochain empereur du Saint-Empire.

## Mariage et postérité
Entre 1692 et 1697, un projet de mariage entre l'archiduc et Sophie-Hedwige de Danemark (1677-1735) est étudié. Mais la princesse refuse de se convertir au catholicisme, malgré la pression du roi, son père.
À la demande du pape Innocent XII, qui espère un rapprochement définitif entre les deux puissances catholiques d'Europe, il est question d'unir l'archiduc à Élisabeth-Charlotte d'Orléans (1676-1744), qui est la nièce de Louis XIV (1643-1715), roi de France. Ce projet n'aboutit pas non plus.
Le 24 février 1699, Joseph épouse Wilhelmine-Amélie de Brunswick-Lunebourg (1673-1742), fille de Jean-Frédéric (1625-1679), duc de Brunswick-Lunebourg et prince de Calenberg, et de Bénédicte-Henriette du Palatinat (1652-1730). De plus, elle est une nièce par alliance de son précepteur.
Le couple a rapidement trois enfants :
- Marie-Josèphe d'Autriche (1699-1757), qui épouse en 1719 Frédéric-Auguste, électeur de Saxe puis roi de Pologne (1696-1763) ; ils sont entre autres les grands-parents du roi Louis XVI de France et de Charles IV d'Espagne ;
- Léopold (1700-1701) ;
- Marie-Amélie d'Autriche (1701-1756), qui épouse en 1722 Charles-Albert, électeur de Bavière puis empereur germanique (1697-1745).

Jeune homme frivole, Joseph aime les plaisirs de la vie, notamment la chasse (il soigne lui-même ses chevaux), la musique (il est bon compositeur) et surtout les femmes. Dès l'âge de 15 ans, il mène de front trois aventures amoureuses.

Il contracte la syphilis en 1704 et la transmet à son épouse, ce qui rend leur couple stérile. Cette maladie est à l'origine de la crise successorale que connaît la maison de Habsbourg au cours du siècle.

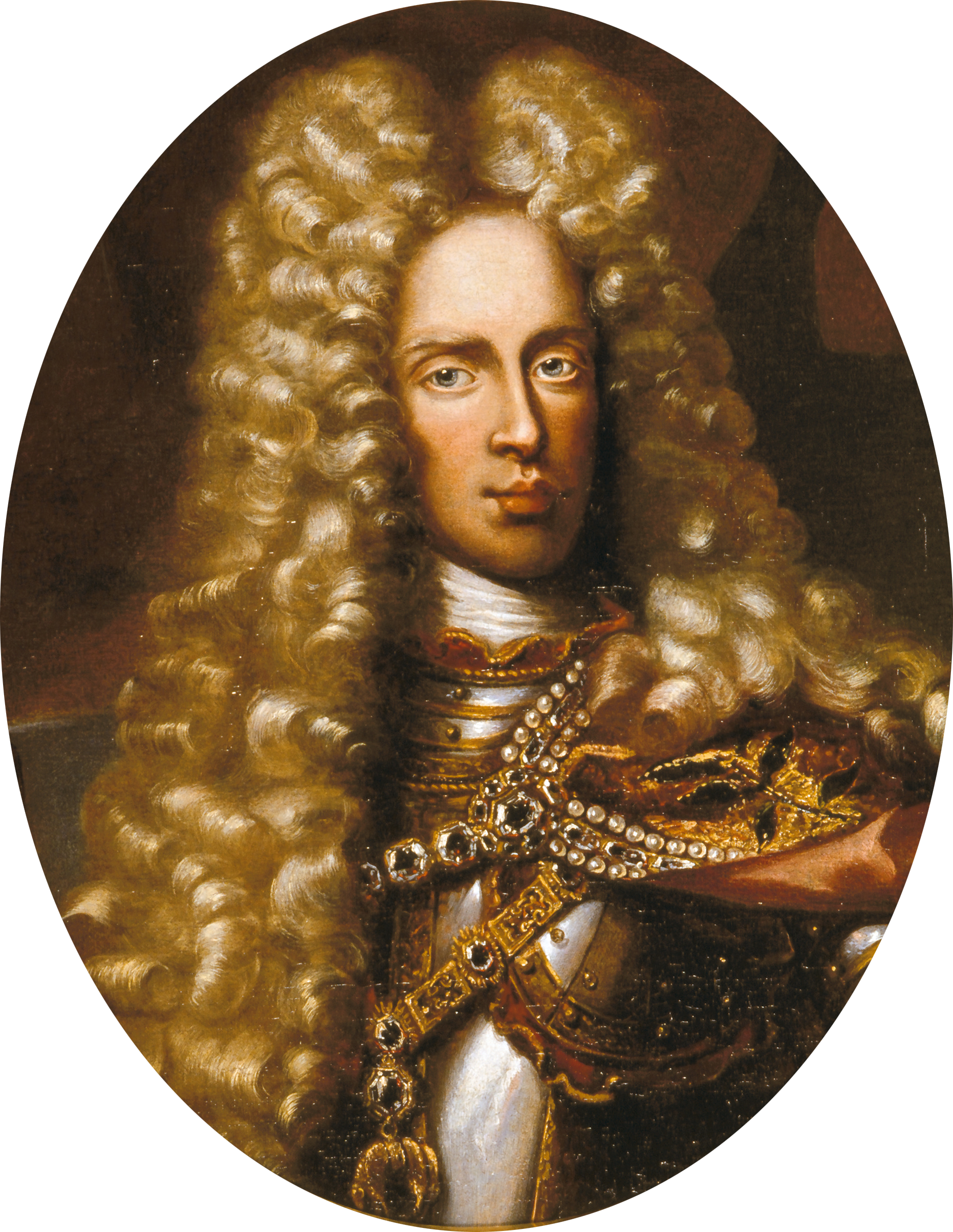
Joseph Ier

## Empereur du Saint-Empire
Le 5 mai 1705, Léopold Ier s'éteint. Joseph, désormais âgé de vingt-six ans, est élu empereur du Saint-Empire et lui succède.
La politique impériale est alors concentrée vers l'Espagne dont le trône vacant secoue les cours européennes. Fort du soutien du royaume de Grande-Bretagne, entre autres, Joseph Ier poursuit le combat au nom de son frère, Charles, qui est déjà reconnu roi d'Espagne en Aragon, sous le nom de « Charles III ».
Or, le conflit dépasse le seul territoire espagnol et se porte tant en Europe centrale qu'en Italie. L'empereur doit en effet lutter contre les troupes de Bavière, de Cologne, de Mantoue qui ont rejoint le parti des Bourbons. De plus, la Hongrie se soulève. La révolte de François II Rákóczi, soutenue par la France, oblige les forces impériales à livrer batailles sur de nombreux fronts, et affaiblit le soutien militaire au prétendant Habsbourg.
Mais Joseph Ier peut compter sur des généraux de qualité, dont le plus célèbre est le prince Eugène de Savoie-Carignan (1663-1736), farouche adversaire des Français et militaire de talent. Ce prince bénéficie d'ailleurs de l'estime impériale et a ses entrées dans les conseils de l'Empire.
Le 28 octobre 1708, l'empereur donne la main de sa sœur, Marie-Anne d'Autriche (1683-1754), à Jean V le Magnanime (1689-1750), roi de Portugal, dont le soutien est nécessaire pour Vienne.
À partir de 1709, la situation autrichienne devient intenable et peine à contenir l'offensive française, notamment. Le Saint-Empire est exsangue et aspire à la paix, mais l'empereur se refuse à abandonner le parti de son frère.
L'année 1711 voit le calvinisme reconnu en Hongrie, par égard à la religion de l'ancien précepteur de Joseph Ier.
Le 17 avril, l'empereur succombe à une épidémie de « petite vérole » qui frappe toute l'Europe. Son fils unique étant mort en bas âge, l'héritage des Habsbourg revient à son frère Charles.

### Singularité
Joseph Ier, enfant tant désiré, notamment par son père, au nom atypique pour la dynastie des Habsbourg, marque néanmoins le destin de sa famille, à défaut d'être un empereur victorieux, au moins au travers de deux évènements de sa vie :
- La syphilis, qu'il contracte à vingt-cinq ans et qu'il transmet à son épouse, prive le couple de nouveaux enfants, après la naissance de deux filles et d'un fils mort en bas âge. Ce n'est pas la première fois qu'un monarque disparaît sans héritiers directs, et la plupart du temps, le frère ou le cousin qui lui succède se fait un devoir d'assurer la pérennité de la dynastie. Le hasard fait que son frère va connaître la même situation, maladie en moins, et qu'ensemble, ils clôturent la branche cadette des Habsbourg, celle d'Autriche, dont l'ultime représentante sera Marie-Thérèse (1717-1780).
- Sa mort elle-même a pour conséquence d'éteindre les prétentions de son frère Charles au trône d'Espagne. De son vivant, il a été convenu, dans l'hypothèse où les Habsbourgs chasseraient les Bourbons d'Espagne, que jamais les couronnes autrichienne et espagnole ne seraient réunies à nouveau, comme elles l'ont été sous Charles Quint (1500-1558). Or, l'archiduc Charles, déjà roi d'Espagne sous le nom de « Charles III » pour ses partisans, est aussi l'héritier présomptif de Joseph Ier en Autriche, dans l'attente que naisse un garçon. Mais Joseph meurt sans héritiers mâles et nul en Europe, y compris parmi les alliés des Habsbourgs, ne veut d'un monarque unique sur autant de territoires. « Charles III » est donc contraint de renoncer à l'héritage espagnol pour préserver celui de son frère.